# Arka
Arka je pesniška zbirka Milana Vincetiča. Zbirka je izšla leta 1987 pri Pomurski založbi.

## Vsebina
Avtor je zbirko uredil po vzoru Gregorja Strniša in pod vplivom novega formalizma. V simetrični zgradbi sedem krajših ciklov oklepata Moška in Ženska pesem.  Pesmi so strogo zgrajene - dve kitici s po štirimi verzi in po sedem pesmi v vsakem ciklu. Naslovi ciklov Stonehedge, Atlantida, Koliščarji, Diluvij, Argonavti, Noe in Genesis kažejo na avtorjevo zanimanje za davne čase, kjer drug od drugemu bivata zgodovina in mit.
Od davnih mitov so danes ostali le drobci, ki jih pesnik v celoto poveže s svojo domišljijo. Nastajajo nove pokrajine, ki jih avtor občasno tudi naseli z ljudmi, vendar ti v zgradbo svetovne zgodovine vnašajo zlo.